# Peter Jackson (rugby à XV)
Pour les articles homonymes, voir Peter Jackson et Jackson.
Pas d'image ? Cliquez ici

b Matchs officiels uniquement.
Dernière mise à jour le 16 mai 2025.
Peter Barrie Jackson, né le 22 septembre 1930 à Birmingham et mort le 22 mars 2004 à Solihull, est un joueur de rugby à XV qui a joué avec l'équipe d'Angleterre évoluant au poste de trois-quarts aile.

## Biographie
Peter Jackson dispute son premier match international le 21 janvier 1956 contre l'équipe du pays de Galles et le dernier contre l'équipe d'Écosse le 16 mars 1963. Il inscrit trois essais dans le Tournoi des Cinq Nations 1957, en favorisant ainsi la victoire finale de l'Angleterre qui remporte le Grand chelem, le premier depuis les années 1920. En 1958, contre l'équipe d'Australie à Twickenham, il fait étalage de sa maîtrise de la feinte pour inscrire l'essai décisif de la victoire (9-6). Il surprend également les l'All Blacks pendant la tournée des Lions en 1959, inscrivant seize essais en quatorze tests et autres matchs.
Il gagne le surnom de Nijinsky pour rappeler la virtuosité du danseur de ballet russe.

## Palmarès
- Grand chelem en 1957.

## Statistiques en équipe nationale
- 20 sélections avec l'équipe d'Angleterre
- 18 points (6 essais)
- Sélections par année : 3 en 1956, 4 en 1957, 4 en 1958, 4 en 1959, 1 en 1961, 4 en 1963.
- Tournois des Cinq Nations disputés : 1956, 1957, 1958, 1959, 1961, 1963
- 5 sélections avec les Lions (tournée de 1959).